# Finnország az 1992. évi nyári olimpiai játékokon
Finnország a spanyolországi Barcelonában megrendezett 1992. évi nyári olimpiai játékok egyik részt vevő nemzete volt. Az országot az olimpián 16 sportágban 88 sportoló képviselte, akik összesen 5 érmet szereztek.

## Érmesek
| Érem  | Versenyző                                 | Sportág    | Versenyszám             |
| ----- | ----------------------------------------- | ---------- | ----------------------- |
| Arany | Mikko Kolehmainen                         | Kajak-kenu | Férfi kajak egyes 500 m |
| Ezüst | Seppo Räty                                | Atlétika   | Férfi gerelyhajítás     |
| Ezüst | Ismo Falck Jari Lipponen Tomi Poikolainen | Íjászat    | Férfi csapat            |
| Bronz | Jyri Kjäll                                | Ökölvívás  | Kisváltósúly            |
| Bronz | Antti Kasvio                              | Úszás      | Férfi 200 m gyors       |

| Sport         |   |   |   | Összesen |
| Atlétika      | 0 | 1 | 0 | 1        |
| Birkózás      | 0 | 0 | 0 | 0        |
| Cselgáncs     | 0 | 0 | 0 | 0        |
| Evezés        | 0 | 0 | 0 | 0        |
| Íjászat       | 0 | 1 | 0 | 1        |
| Kajak-kenu    | 1 | 0 | 0 | 1        |
| Kerékpározás  | 0 | 0 | 0 | 0        |
| Lovaglás      | 0 | 0 | 0 | 0        |
| Ökölvívás     | 0 | 0 | 1 | 1        |
| Sportlövészet | 0 | 0 | 0 | 0        |
| Súlyemelés    | 0 | 0 | 0 | 0        |
| Szinkronúszás | 0 | 0 | 0 | 0        |
| Tollaslabda   | 0 | 0 | 0 | 0        |
| Torna         | 0 | 0 | 0 | 0        |
| Úszás         | 0 | 0 | 1 | 1        |
| Vitorlázás    | 0 | 0 | 0 | 0        |
| Összesen      | 1 | 2 | 2 | 5        |

| Naponként | Naponként    | Naponként | Naponként | Naponként | Naponként | Naponként |
| --------- | ------------ | --------- | --------- | --------- | --------- | --------- |
| Nap       | Dátum        |           |           |           | Összesen  |           |
| 1. nap    | Július 25.   | —         | —         | —         |           |           |
| 2. nap    | Július 26.   | 0         | 0         | 1         | 1         |           |
| 3. nap    | Július 27.   | 0         | 0         | 0         | 0         |           |
| 4. nap    | Július 28.   | 0         | 0         | 0         | 0         |           |
| 5. nap    | Július 29.   | 0         | 0         | 0         | 0         |           |
| 6. nap    | Július 30.   | 0         | 0         | 0         | 0         |           |
| 7. nap    | Július 31.   | 0         | 0         | 0         | 0         |           |
| 8. nap    | Augusztus 1. | 0         | 0         | 0         | 0         |           |
| 9. nap    | Augusztus 2. | 0         | 0         | 0         | 0         |           |
| 10. nap   | Augusztus 3. | 0         | 0         | 0         | 0         |           |
| 11. nap   | Augusztus 4. | 0         | 1         | 0         | 1         |           |
| 12. nap   | Augusztus 5. | 0         | 0         | 0         | 0         |           |
| 13. nap   | Augusztus 6. | 0         | 0         | 0         | 0         |           |
| 14. nap   | Augusztus 7. | 1         | 0         | 1         | 2         |           |
| 15. nap   | Augusztus 8. | 0         | 1         | 0         | 1         |           |
| 16. nap   | Augusztus 9. | 0         | 0         | 0         | 0         |           |
| Összesen  |              | 1         | 2         | 2         | 5         |           |

## Atlétika
Férfi
| Versenyző        | Versenyszám     | Előfutam      | Előfutam      | Előfutam      | Negyeddöntő | Negyeddöntő | Negyeddöntő | Elődöntő | Elődöntő | Elődöntő | Döntő   | Döntő    |
| Versenyző        | Versenyszám     | Idő           | Hely.         | Össz.         | Idő         | Hely.       | Össz.       | Idő      | Hely.    | Össz.    | Idő     | Helyezés |
| ---------------- | --------------- | ------------- | ------------- | ------------- | ----------- | ----------- | ----------- | -------- | -------- | -------- | ------- | -------- |
| Risto Ulmala     | 5000 m          | 13:52,52      | 7.            | 30.           |             |             |             |          |          |          | kiesett | kiesett  |
| Risto Ulmala     | 10 000 m        | nem ért célba | nem ért célba | nem ért célba |             |             |             |          |          |          | kiesett | kiesett  |
| Arto Bryggare    | 110 m gát       | 13,92         | 5.            | 26.           | kiesett     | kiesett     | kiesett     | kiesett  | kiesett  | kiesett  | kiesett | kiesett  |
| Antti Haapakoski | 110 m gát       | 13,84         | 4.            | 21.           | 14,00       | 7.          | 21.         | kiesett  | kiesett  | kiesett  | kiesett | kiesett  |
| Ville Hautala    | 3000 m akadály  | 8:34,10       | 7.            | 23.           |             |             |             | 8:33,69  | 9.       | 16.      | kiesett | kiesett  |
| Harri Hänninen   | Maraton         |               |               |               |             |             |             |          |          |          | 2:15:19 | 11.      |
| Valentin Kononen | 50 km gyaloglás |               |               |               |             |             |             |          |          |          | 3:57:21 | 7.       |

| Versenyző       | Versenyszám   | Selejtező | Selejtező | Döntő    | Döntő    |
| Versenyző       | Versenyszám   | Eredmény  | Helyezés  | Eredmény | Helyezés |
| --------------- | ------------- | --------- | --------- | -------- | -------- |
| Jani Lehtonen   | Rúdugrás      | 550 cm    | 14.*      | kiesett  | kiesett  |
| Asko Peltoniemi | Rúdugrás      | 555 cm    | 9.*       | 560 cm   | 6.       |
| Antero Paljakka | Súlylökés     | 18,42 m   | 20.       | kiesett  | kiesett  |
| Kimmo Kinnunen  | Gerelyhajítás | 80,22 m   | 7.*       | 82,62 m  | 4.       |
| Juha Laukkanen  | Gerelyhajítás | 79,78 m   | 9.        | 79,20 m  | 6.       |
| Seppo Räty      | Gerelyhajítás | 80,24 m   | 6.        | 86,60 m  |          |

| Versenyző       | Versenyszám | 100 m | 100 m | Távolugrás | Távolugrás | Súlylökés | Súlylökés | Magasugrás               | Magasugrás               | 400 m            | 400 m            | 110 m gát        | 110 m gát        | Diszkoszvetés    | Diszkoszvetés    | Rúdugrás         | Rúdugrás         | Gerelyhajítás    | Gerelyhajítás    | 1500 m           | 1500 m           | Végeredmény   | Végeredmény   |
| Versenyző       | Versenyszám | Idő   | Pont  | Eredmény   | Pont       | Eredmény  | Pont      | Eredmény                 | Pont                     | Idő              | Pont             | Idő              | Pont             | Eredmény         | Pont             | Eredmény         | Pont             | Eredmény         | Pont             | Idő              | Pont             | Pont          | Helyezés      |
| --------------- | ----------- | ----- | ----- | ---------- | ---------- | --------- | --------- | ------------------------ | ------------------------ | ---------------- | ---------------- | ---------------- | ---------------- | ---------------- | ---------------- | ---------------- | ---------------- | ---------------- | ---------------- | ---------------- | ---------------- | ------------- | ------------- |
| Petri Keskitalo | Tízpróba    | 11,24 | 808   | 733 cm     | 893        | 15,41 m   | 815       | érvényes kísérlet nélkül | érvényes kísérlet nélkül | nem állt rajthoz | nem állt rajthoz | nem állt rajthoz | nem állt rajthoz | nem állt rajthoz | nem állt rajthoz | nem állt rajthoz | nem állt rajthoz | nem állt rajthoz | nem állt rajthoz | nem állt rajthoz | nem állt rajthoz | nem ért célba | nem ért célba |

Női
| Sisko Hanhijoki                                                                    | 100 m           | 11,44            | 2.               | 12.              | 11,50 | 3. | 15. | 11,65 | 7. | 15. | kiesett | kiesett |         |         |         |
| Sisko Hanhijoki                                                                    | 200 m           | 23,27            | 3.               | 16.              | 23,09 | 4. | 18. | 23,26 | 8. | 15. | kiesett | kiesett |         |         |         |
| Päivi Tikkanen                                                                     | 1500 m          | nem állt rajthoz | nem állt rajthoz | nem állt rajthoz |       |    |     |       |    |     | kiesett | kiesett | kiesett | kiesett | kiesett |
| Päivi Tikkanen                                                                     | 3000 m          | 8:59,60          | 6.               | 21.              |       |    |     |       |    |     | kiesett | kiesett |         |         |         |
| Päivi Tikkanen                                                                     | 10 000 m        | nem ért célba    | nem ért célba    | nem ért célba    |       |    |     |       |    |     | kiesett | kiesett |         |         |         |
| Ritva Lemettinen                                                                   | Maraton         |                  |                  |                  |       |    |     |       |    |     | 2:41:48 | 14.     |         |         |         |
| Sari Essayah                                                                       | 10 km gyaloglás |                  |                  |                  |       |    |     |       |    |     | 45:08   | 4.      |         |         |         |
| Minna Painilainen-Soon Sisko Hanhijoki Sanna Hernesniemi-Kyllönen Marja Tennivaara | 4 × 100 m váltó | 43,60            | 5.               | 9.               |       |    |     |       |    |     | kiesett | kiesett |         |         |         |

| Versenyző          | Versenyszám   | Selejtező                | Selejtező                | Döntő    | Döntő    |
| Versenyző          | Versenyszám   | Eredmény                 | Helyezés                 | Eredmény | Helyezés |
| ------------------ | ------------- | ------------------------ | ------------------------ | -------- | -------- |
| Ringa Ropo-Junnila | Távolugrás    | 652 cm                   | 13.                      | kiesett  | kiesett  |
| Päivi Alafrantti   | Gerelyhajítás | érvényes kísérlet nélkül | érvényes kísérlet nélkül | kiesett  | kiesett  |
| Heli Rantanen      | Gerelyhajítás | 63,98 m                  | 5.                       | 62,34 m  | 6.       |

| Versenyző         | Versenyszám | 100 m gát | 100 m gát | Magasugrás               | Magasugrás               | Súlylökés        | Súlylökés        | 200 m            | 200 m            | Távolugrás       | Távolugrás       | Gerelyhajítás    | Gerelyhajítás    | 800 m            | 800 m            | Végeredmény   | Végeredmény   |
| Versenyző         | Versenyszám | Idő       | Pont      | Eredmény                 | Pont                     | Eredmény         | Pont             | Idő              | Pont             | Eredmény         | Pont             | Eredmény         | Pont             | Idő              | Pont             | Pont          | Helyezés      |
| ----------------- | ----------- | --------- | --------- | ------------------------ | ------------------------ | ---------------- | ---------------- | ---------------- | ---------------- | ---------------- | ---------------- | ---------------- | ---------------- | ---------------- | ---------------- | ------------- | ------------- |
| Helle Aro         | Hétpróba    | 13,87     | 997       | 170 cm                   | 855                      | 13,11 m          | 735              | 25,44            | 847              | 623 cm           | 921              | 45,42 m          | 772              | 2:14,31          | 903              | 6030          | 18.           |
| Tina Rättyä       | Hétpróba    | 13,96     | 984       | 170 cm                   | 855                      | 12,97 m          | 725              | 25,09            | 879              | 590 cm           | 819              | 49,02 m          | 841              | 2:15,18          | 890              | 8993          | 20.           |
| Satu Ruotsalainen | Hétpróba    | 13,39     | 1066      | érvényes kísérlet nélkül | érvényes kísérlet nélkül | nem állt rajthoz | nem állt rajthoz | nem állt rajthoz | nem állt rajthoz | nem állt rajthoz | nem állt rajthoz | nem állt rajthoz | nem állt rajthoz | nem állt rajthoz | nem állt rajthoz | nem ért célba | nem ért célba |

* - egy másik versenyzővel azonos eredményt ért el

## Birkózás
Kötöttfogású
| Versenyző      | Versenyszám | Csoportkör | Csoportkör | Helyosztók        | Helyosztók                        | Helyosztók              | Bronz- mérkőzés   | Döntő             | Helyezés    |
| Versenyző      | Versenyszám | Csoportkör | Csoportkör | 9. helyért        | 7. helyért                        | 5. helyért              | Bronz- mérkőzés   | Döntő             | Helyezés    |
| Versenyző      | Versenyszám | Ellenfél Eredmény | Hely.      | Ellenfél Eredmény | Ellenfél Eredmény                 | Ellenfél Eredmény       | Ellenfél Eredmény | Ellenfél Eredmény | Helyezés    |
| -------------- | ----------- | --- | ---------- | ----------------- | --------------------------------- | ----------------------- | ----------------- | ----------------- | ----------- |
| Ismo Kamesaki  | 52 kg       | A csoport · Serge Robert (FRA) · 2-1 · Majid Jahandideh (IRI) · 6-0 · Raúl Martínez (CUB) · 4-2 · Valentin Rebegea (ROU) · 0-7 · Min Gjonggap (Min Gyeong-Gap) (KOR) · 2-10 | 4.         |                   | Senad Rizvanović (IOP) · 2-1      |                         |                   |                   | 7.          |
| Keijo Pehkonen | 57 kg       | B csoport · Abderrahman Naanaa (MAR) · 4-0 · Seng Cö-tien (Sheng Zetian) (CHN) · 4-5 · An Hanbong (An Han-Bong) (KOR) · 0-8                                                 | 4.         |                   | Dennis Hall (USA) · 6-4           |                         |                   |                   | 7.          |
| Tuomo Karila   | 74 kg       | A csoport · Ender Memet (ROU) · 1-0 · Józef Tracz (POL) · 1-2 · Erhan Balcı (TUR) · 1-2                                                                                     | 7.         | kiesett           | kiesett                           | kiesett                 | kiesett           | kiesett           | helyezetlen |
| Timo Niemi     | 82 kg       | A csoport · Hriszto Hrisztov (BUL) · 1-0 · Pavel Frinta (TCH) · 4-2 · Anton Arghira (ROU) · 3-0 · Daulet Turlihanov (EUN) · 0-1 · Piotr Stępień (POL) · 0-3                 | 3.         |                   |                                   | Goran Kasum (IOP) · 3-1 |                   |                   | 5.          |
| Harri Koskela  | 90 kg       | A csoport · Komáromi Tibor (HUN) · 1-2 · Gogi Koguasvili (EUN) · 1-2 | 9.         | kiesett           | kiesett                           | kiesett                 | kiesett           | kiesett           | helyezetlen |
| Juha Ahokas    | 130 kg      | A csoport · Ioan Grigoraş (ROU) · 2-4 · Milan Radaković (IOP) · 2-0 · Alekszandr Karelin (EUN) · 1-8                                                                        | 4.         |                   | Panajótisz Pikilídisz (GRE) · 1-0 |                         |                   |                   | 7.          |

Szabadfogású
| Versenyző     | Versenyszám | Csoportkör                                                                                           | Csoportkör | Helyosztók        | Helyosztók        | Helyosztók        | Bronz- mérkőzés   | Döntő             | Helyezés    |
| Versenyző     | Versenyszám | Csoportkör                                                                                           | Csoportkör | 9. helyért        | 7. helyért        | 5. helyért        | Bronz- mérkőzés   | Döntő             | Helyezés    |
| Versenyző     | Versenyszám | Ellenfél Eredmény                                                                                    | Hely.      | Ellenfél Eredmény | Ellenfél Eredmény | Ellenfél Eredmény | Ellenfél Eredmény | Ellenfél Eredmény | Helyezés    |
| ------------- | ----------- | --- | ---------- | ----------------- | ----------------- | ----------------- | ----------------- | ----------------- | ----------- |
| Pekka Rauhala | 82 kg       | B csoport · David Hohl (CAN) · 2-3 · José Betancourt (PUR) · 8-5 · Rasoul Khadem Azgadhi (IRI) · 0-8 | 6.         | kiesett           | kiesett           | kiesett           | kiesett           | kiesett           | helyezetlen |

## Cselgáncs
Férfi
| Versenyző      | Versenyszám | Selejtező                       | 32-es főtábla                        | Nyolcaddöntő                   | Negyeddöntő                   | Elődöntő          | Vigaszág első kör | Vigaszág nyolcaddöntő | Vigaszág negyeddöntő              | Vigaszág elődöntő | Bronz- mérkőzés   | Döntő             | Helyezés |
| Versenyző      | Versenyszám | Ellenfél Eredmény               | Ellenfél Eredmény                    | Ellenfél Eredmény              | Ellenfél Eredmény             | Ellenfél Eredmény | Ellenfél Eredmény | Ellenfél Eredmény     | Ellenfél Eredmény                 | Ellenfél Eredmény | Ellenfél Eredmény | Ellenfél Eredmény | Helyezés |
| -------------- | ----------- | ------------------------------- | ------------------------------------ | ------------------------------ | ----------------------------- | ----------------- | ----------------- | --------------------- | --------------------------------- | ----------------- | ----------------- | ----------------- | -------- |
| Marko Korhonen | Harmatsúly  | Ciarán Ward (IRL) · 0000-0010   | kiesett                              | kiesett                        | kiesett                       | kiesett           |                   |                       |                                   |                   |                   |                   | 36.      |
| Jorma Korhonen | Könnyűsúly  | erőnyerő                        | Norbert Haimberger (AUT) · 0010-0000 | Josef Věnsek (TCH) · 0100-0000 | Stefan Dott (GER) · 0000-0010 |                   |                   |                       | Bruno Carabatta (FRA) · 0000-1000 | kiesett           | kiesett           |                   | 9.       |
| Marko Haanpää  | Váltósúly   | Graeme Spinks (NZL) · 0000-1000 | kiesett                              | kiesett                        | kiesett                       | kiesett           |                   |                       |                                   |                   |                   |                   | 34.      |
| Juha Salonen   | Nehézsúly   |                                 | Dennis Raven (NED) · 0000-1000       | kiesett                        | kiesett                       | kiesett           |                   |                       |                                   |                   |                   |                   | 21.      |

Női
| Versenyző       | Versenyszám  | Selejtező                            | Nyolcaddöntő                         | Negyeddöntő       | Elődöntő          | Vigaszág nyolcaddöntő | Vigaszág negyeddöntő | Vigaszág elődöntő | Bronz- mérkőzés   | Döntő             | Helyezés |
| Versenyző       | Versenyszám  | Ellenfél Eredmény                    | Ellenfél Eredmény                    | Ellenfél Eredmény | Ellenfél Eredmény | Ellenfél Eredmény     | Ellenfél Eredmény    | Ellenfél Eredmény | Ellenfél Eredmény | Ellenfél Eredmény | Helyezés |
| --------------- | ------------ | ------------------------------------ | ------------------------------------ | ----------------- | ----------------- | --------------------- | -------------------- | ----------------- | ----------------- | ----------------- | -------- |
| Annikka Mutanen | Légsúly      | erőnyerő                             | Michaela Bornemann (AUT) · 0000-1000 | kiesett           | kiesett           |                       |                      |                   |                   |                   | 16.      |
| Heli Syrjä      | Félnehézsúly | Katarina Håkansson (SWE) · 0000-1000 | kiesett                              | kiesett           | kiesett           |                       |                      |                   |                   |                   | 20.      |
| Anne Åkerblom   | Nehézsúly    | Beata Maksymowa (POL) · 0000-0010    | kiesett                              | kiesett           | kiesett           |                       |                      |                   |                   |                   | 20.      |

## Evezés
Férfi
| Versenyző                        | Versenyszám  | Előfutam | Előfutam | Vigaszág | Vigaszág | Elődöntő | Elődöntő | Elődöntő | Döntő | Döntő   | Döntő | Helyezés |
| Versenyző                        | Versenyszám  | Idő      | Hely.    | Idő      | Hely.    | Típus    | Idő      | Hely.    | Típus | Idő     | Hely. | Helyezés |
| -------------------------------- | ------------ | -------- | -------- | -------- | -------- | -------- | -------- | -------- | ----- | ------- | ----- | -------- |
| Pertti Karppinen                 | Egypárevezős | 7:25,87  | 4.       | 7:08,82  | 2.       | A/B      | 7:12,05  | 4.       | B     | 7:08,15 | 4.    | 10.      |
| Esko Hillebrandt Reima Karppinen | Kétpárevezős | 6:36,77  | 3.       | 6:53,42  | 3.       | C/D      | 6:27,92  | 1.       | C     | 6:30,93 | 1.    | 13.      |

## Íjászat
Férfi
| Versenyző                                 | Versenyszám | Selejtező | Selejtező | Selejtező | Selejtező | Selejtező | Selejtező | Selejtező | Selejtező | Selejtező | Selejtező | Kieséses szakasz                         | Kieséses szakasz                                                                | Kieséses szakasz                                                                     | Kieséses szakasz                                                                     | Kieséses szakasz                                                                        | Helyezés |
| Versenyző                                 | Versenyszám | 30 m      | 30 m      | 50 m      | 50 m      | 70 m      | 70 m      | 90 m      | 90 m      | Pont      | Hely.     | 32-es főtábla                            | Nyolcaddöntő                                                                    | Negyeddöntő                                                                          | Elődöntő                                                                             | Döntő                                                                                   | Helyezés |
| Versenyző                                 | Versenyszám | Pont      | Hely.     | Pont      | Hely.     | Pont      | Hely.     | Pont      | Hely.     | Pont      | Hely.     | Ellenfél Eredmény                        | Ellenfél Eredmény                                                               | Ellenfél Eredmény                                                                    | Ellenfél Eredmény                                                                    | Ellenfél Eredmény                                                                       | Helyezés |
| ----------------------------------------- | ----------- | --------- | --------- | --------- | --------- | --------- | --------- | --------- | --------- | --------- | --------- | ---------------------------------------- | ------------------------------------------------------------------------------- | ------------------------------------------------------------------------------------ | ------------------------------------------------------------------------------------ | --------------------------------------------------------------------------------------- | -------- |
| Ismo Falck                                | Egyéni      | 347       | 22.       | 306       | 58.       | 302       | 67.       | 276       | 53.       | 1231      | 57.       | kiesett                                  | kiesett                                                                         | kiesett                                                                              | kiesett                                                                              | kiesett                                                                                 | 45.      |
| Jari Lipponen                             | Egyéni      | 346       | 26.       | 324       | 15.       | 329       | 10.       | 313       | 3.        | 1312      | 6.        | Alessandro Rivolta (ITA) (27.) · 110-101 | Claude Rousseau (CAN) (22.) · 102-99                                            | Sébastien Flûte (FRA) (14.) · 103-109                                                | kiesett                                                                              | kiesett                                                                                 | 8.       |
| Tomi Poikolainen                          | Egyéni      | 353       | 5.        | 311       | 49.       | 328       | 12.       | 298       | 18.       | 1290      | 21.       | Jay Barrs (USA) (12.) · 100-106          | kiesett                                                                         | kiesett                                                                              | kiesett                                                                              | kiesett                                                                                 | 24.      |
| Ismo Falck Jari Lipponen Tomi Poikolainen | Csapat      | 1046      | 4.        | 941       | 13.       | 959       | 9.        | 887       | 4.        | 3833      | 5.        |                                          | Hollandia (NED) · Bernard Camps · Erwin Verstegen · Henk Vogels (12.) · 237-236 | Egyesült Államok (USA) · Jay Barrs · Butch Johnson · Richard McKinney (4.) · 239-237 | Franciaország (FRA) · Bruno Felipe · Sébastien Flûte · Michaël Taupin (9.) · 237-230 | Spanyolország (ESP) · Juan Holgado · Alfonso Menéndez · Antonio Vázquez (10.) · 236-238 |          |

## Kajak-kenu

### Síkvízi
Férfi
| Versenyző                          | Versenyszám        | Előfutam | Előfutam | Előfutam | Vigaszág | Vigaszág | Vigaszág | Elődöntő | Elődöntő | Elődöntő | Döntő   | Döntő    |
| Versenyző                          | Versenyszám        | Idő      | Hely.    | Össz.    | Idő      | Hely.    | Össz.    | Idő      | Hely.    | Össz.    | Idő     | Helyezés |
| ---------------------------------- | ------------------ | -------- | -------- | -------- | -------- | -------- | -------- | -------- | -------- | -------- | ------- | -------- |
| Mikko Kolehmainen                  | Kajak egyes 500 m  | 1:41,13  | 1.       | 3.       | erőnyerő | erőnyerő | erőnyerő | 1:41,52  | 1.       | 2.       | 1:40,34 |          |
| Mikko Kolehmainen Olli Kolehmainen | Kajak kettes 500 m | 1:35,75  | 2.       | 11.      | erőnyerő | erőnyerő | erőnyerő | 1:32,57  | 8.       | 16.      | kiesett | kiesett  |

## Kerékpározás

### Országúti kerékpározás
Női
| Versenyző          | Versenyszám   | Idő            | Helyezés |
| ------------------ | ------------- | -------------- | -------- |
| Tea Vikstedt-Nyman | Mezőnyverseny | 2:05:03(+0:21) | 25.      |

### Pálya-kerékpározás
Üldözőversenyek
| Versenyző          | Versenyszám              | Selejtező | Selejtező | Negyeddöntő                   | Negyeddöntő | Negyeddöntő | Elődöntő     | Elődöntő  | Elődöntő | Döntő        | Döntő     | Helyezés |
| Versenyző          | Versenyszám              | Idő       | Hely.     | Ellenfél Idő                  | Saját idő   | Hely.       | Ellenfél Idő | Saját idő | Hely.    | Ellenfél Idő | Saját idő | Helyezés |
| ------------------ | ------------------------ | --------- | --------- | ----------------------------- | ----------- | ----------- | ------------ | --------- | -------- | ------------ | --------- | -------- |
| Tea Vikstedt-Nyman | Női egyéni üldözőverseny | 3:47,516  | 8.        | Kathryn Watt (AUS) · 3:45,305 | 3:48,918    | 7.          | kiesett      | kiesett   | kiesett  | kiesett      | kiesett   | 7.       |

Időfutam
| Versenyző       | Versenyszám           | Idő      | Helyezés |
| --------------- | --------------------- | -------- | -------- |
| Mika Hämäläinen | Férfi egyéni időfutam | 1:06,808 | 15.      |

## Lovaglás
Díjlovaglás
| Versenyző     | Ló       | Versenyszám | Selejtező | Selejtező | Selejtező | Selejtező | Selejtező | Selejtező | Selejtező | Selejtező | Selejtező | Selejtező | Selejtező  | Selejtező  | Döntő  | Döntő  | Döntő  | Döntő  | Döntő  | Döntő  | Döntő  | Döntő  | Döntő  | Döntő  | Döntő      | Helyezés |
| Versenyző     | Ló       | Versenyszám | 1. kör    | 1. kör    | 2. kör    | 2. kör    | 3. kör    | 3. kör    | 4. kör    | 4. kör    | 5. kör    | 5. kör    | Összesítés | Összesítés | 1. kör | 1. kör | 2. kör | 2. kör | 3. kör | 3. kör | 4. kör | 4. kör | 5. kör | 5. kör | Összesítés | Helyezés |
| Versenyző     | Ló       | Versenyszám | Pont      | Hely.     | Pont      | Hely.     | Pont      | Hely.     | Pont      | Hely.     | Pont      | Hely.     | Pont       | Hely.      | Pont   | Hely.  | Pont   | Hely.  | Pont   | Hely.  | Pont   | Hely.  | Pont   | Hely.  | Pont       | Helyezés |
| ------------- | -------- | ----------- | --------- | --------- | --------- | --------- | --------- | --------- | --------- | --------- | --------- | --------- | ---------- | ---------- | ------ | ------ | ------ | ------ | ------ | ------ | ------ | ------ | ------ | ------ | ---------- | -------- |
| Kyra Kyrklund | Edinburg | Egyéni      | 306       | 15.       | 325       | 8.        | 317       | 10.       | 318       | 8.        | 305       | 14.       | 1571       | 9.*        | 291    | 4.     | 295    | 5.     | 286    | 5.     | 275    | 8.     | 281    | 6.     | 1428       | 5.       |

* - egy másik versenyzővel azonos eredményt ért el

## Ökölvívás
| Versenyző  | Versenyszám  | Selejtező              | Nyolcaddöntő                    | Negyeddöntő              | Elődöntő                   | Döntő             | Helyezés |
| Versenyző  | Versenyszám  | Ellenfél Eredmény      | Ellenfél Eredmény               | Ellenfél Eredmény        | Ellenfél Eredmény          | Ellenfél Eredmény | Helyezés |
| ---------- | ------------ | ---------------------- | ------------------------------- | ------------------------ | -------------------------- | ----------------- | -------- |
| Jyri Kjäll | Kisváltósúly | Sergio Rey (ESP) · RSC | Michele Piccirillo (ITA) · 12-5 | Szűcs László (HUN) · 9-1 | Héctor Vinent (CUB) · 3-13 | kiesett           |          |

RSC - a játékvezető megállította a mérkőzést

## Sportlövészet
Férfi
| Versenyző        | Versenyszám           | Selejtező | Selejtező | Döntő   | Döntő    |
| Versenyző        | Versenyszám           | Pont      | Helyezés  | Pont    | Helyezés |
| ---------------- | --------------------- | --------- | --------- | ------- | -------- |
| Petri Eteläniemi | Gyorstüzelő pisztoly  | 585       | 10.       | kiesett | kiesett  |
| Timo Näveri      | Légpisztoly           | 569       | 39.**     | kiesett | kiesett  |
| Timo Näveri      | Szabadpisztoly        | 548       | 31.*      | kiesett | kiesett  |
| Sakari Paasonen  | Szabadpisztoly        | 558       | 11.***    | kiesett | kiesett  |
| Sakari Paasonen  | Légpisztoly           | 582       | 6.        | 680,1   | 5.       |
| Juha Hirvi       | Légpuska              | 584       | 27.***    | kiesett | kiesett  |
| Juha Hirvi       | Sportpuska, fekvő     | 597       | 4.        | 699,5   | 6.       |
| Juha Hirvi       | Sportpuska, összetett | 1172      | 1.        | 1264,8  | 4.       |
| Jari Pälve       | Sportpuska, összetett | 1162      | 11.**     | kiesett | kiesett  |
| Jari Pälve       | Sportpuska, fekvő     | 592       | 26.****   | kiesett | kiesett  |
| Jari Pälve       | Légpuska              | 585       | 25.*      | kiesett | kiesett  |

Női
| Versenyző     | Versenyszám           | Selejtező | Selejtező | Döntő   | Döntő    |
| Versenyző     | Versenyszám           | Pont      | Helyezés  | Pont    | Helyezés |
| ------------- | --------------------- | --------- | --------- | ------- | -------- |
| Pirjo Peltola | Légpuska              | 380       | 42.       | kiesett | kiesett  |
| Pirjo Peltola | Sportpuska, összetett | 570       | 27.       | kiesett | kiesett  |

Nyílt
| Versenyző      | Versenyszám | Selejtező | Selejtező | Elődöntő | Elődöntő | Döntő   | Döntő    |
| Versenyző      | Versenyszám | Pont      | Helyezés  | Pont     | Helyezés | Pont    | Helyezés |
| -------------- | ----------- | --------- | --------- | -------- | -------- | ------- | -------- |
| Matti Nummela  | Trap        | 136       | 44.*      | kiesett  | kiesett  | kiesett | kiesett  |
| Jorma Korhonen | Skeet       | 147       | 18.       | 196      | 16.****  | kiesett | kiesett  |

* - egy másik versenyzővel azonos eredményt ért el

** - két másik versenyzővel azonos eredményt ért el

*** - három másik versenyzővel azonos eredményt ért el

**** - négy másik versenyzővel azonos eredményt ért el

## Súlyemelés
| Versenyző         | Versenyszám | Szakítás | Szakítás | Lökés    | Lökés    | Összesen | Helyezés |
| Versenyző         | Versenyszám | Eredmény | Helyezés | Eredmény | Helyezés | Összesen | Helyezés |
| ----------------- | ----------- | -------- | -------- | -------- | -------- | -------- | -------- |
| Jouni Grönman     | 67,5 kg     | 135,0    | 8.       | 170,0    | 6.       | 305,0    | 5.       |
| Janne Kanerva     | 90 kg       | 147,5    | 17.      | 180,0    | 16.      | 327,5    | 17.      |
| Keijo Tahvanainen | 90 kg       | 147,5    | 18.      | 187,5    | 13.      | 335,0    | 15.      |
| Arto Savonen      | 110 kg      | 162,5    | 15.      | 195,0    | 14.      | 357,5    | 13.      |

## Szinkronúszás
| Versenyző     | Versenyszám | Selejtező           | Selejtező           | Selejtező       | Selejtező  | Selejtező  | Döntő           | Döntő      | Helyezés |
| Versenyző     | Versenyszám | Technikai gyakorlat | Technikai gyakorlat | Zenés gyakorlat | Összesítés | Összesítés | Zenés gyakorlat | Összesítés | Helyezés |
| Versenyző     | Versenyszám | Pont                | Hely.               | Pont            | Pont       | Hely.      | Pont            | Pont       | Helyezés |
| ------------- | ----------- | ------------------- | ------------------- | --------------- | ---------- | ---------- | --------------- | ---------- | -------- |
| Liisa Laurila | Egyéni      | 81,765              | 45.                 | 88,120          | 169,885    | 19.        | kiesett         | kiesett    | 19.      |

## Tollaslabda
| Versenyző         | Versenyszám | Selejtező                             | 32-es főtábla                          | Nyolcaddöntő      | Negyeddöntő       | Elődöntő          | Döntő             | Helyezés |
| Versenyző         | Versenyszám | Ellenfél Eredmény                     | Ellenfél Eredmény                      | Ellenfél Eredmény | Ellenfél Eredmény | Ellenfél Eredmény | Ellenfél Eredmény | Helyezés |
| ----------------- | ----------- | ------------------------------------- | -------------------------------------- | ----------------- | ----------------- | ----------------- | ----------------- | -------- |
| Pontus Jäntti     | Férfi egyes | Jaszen Boriszov (BUL) · 15-6, 15-1    | Liu Csün (Liu Jun) (CHN) · 13-15, 7-15 | kiesett           | kiesett           | kiesett           | kiesett           | 17.      |
| Robert Liljequist | Férfi egyes | Ricardo Fernandes (POR) · 15-3, 15-11 | Hermawan Susanto (INA) · 11-15, 3-15   | kiesett           | kiesett           | kiesett           | kiesett           | 17.      |

## Torna

### Ritmikus gimnasztika
| Versenyző   | Versenyszám | Selejtező | Selejtező | Selejtező | Selejtező | Selejtező | Selejtező | Selejtező | Selejtező | Selejtező | Selejtező | Döntő   | Döntő   | Döntő   | Döntő   | Döntő    | Döntő    | Döntő   | Döntő   | Döntő    | Döntő    | Helyezés |
| Versenyző   | Versenyszám | Karika    | Karika    | Kötél     | Kötél     | Buzogány  | Buzogány  | Labda     | Labda     | Összesen  | Összesen  | Karika  | Karika  | Kötél   | Kötél   | Buzogány | Buzogány | Labda   | Labda   | Összesen | Összesen | Helyezés |
| Versenyző   | Versenyszám | Pont      | Hely.     | Pont      | Hely.     | Pont      | Hely.     | Pont      | Hely.     | Pont      | Hely.     | Pont    | Hely.   | Pont    | Hely.   | Pont     | Hely.    | Pont    | Hely.   | Pont     | Hely.    | Helyezés |
| ----------- | ----------- | --------- | --------- | --------- | --------- | --------- | --------- | --------- | --------- | --------- | --------- | ------- | ------- | ------- | ------- | -------- | -------- | ------- | ------- | -------- | -------- | -------- |
| Hanna Laiho | Egyéni      | 9,100     | 26.**     | 9,000     | 25.***    | 8,700     | 32.*      | 9,150     | 18.*      | 35,950    | 25.*      | kiesett | kiesett | kiesett | kiesett | kiesett  | kiesett  | kiesett | kiesett | kiesett  | kiesett  | 25.*     |

* - egy másik versenyzővel azonos eredményt ért el

** - két másik versenyzővel azonos eredményt ért el

*** - négy másik versenyzővel azonos eredményt ért el

## Úszás
Férfi
| Versenyző                                                   | Versenyszám            | Előfutam         | Előfutam         | Előfutam         | Döntő   | Döntő   | Döntő   | Helyezés |
| Versenyző                                                   | Versenyszám            | Idő              | Hely.            | Össz.            | Típus   | Idő     | Hely.   | Helyezés |
| ----------------------------------------------------------- | ---------------------- | ---------------- | ---------------- | ---------------- | ------- | ------- | ------- | -------- |
| Janne Blomqvist                                             | 50 m gyors             | 23,63            | 1.               | 30.              | kiesett | kiesett | kiesett | kiesett  |
| Janne Blomqvist                                             | 100 m gyors            | 51,86            | 1.               | 38.              | kiesett | kiesett | kiesett | kiesett  |
| Vesa Hanski                                                 | 100 m pillangó         | 55,81            | 4.               | 31.              | kiesett | kiesett | kiesett | kiesett  |
| Vesa Hanski                                                 | 200 m pillangó         | 2:02,75          | 3.               | 31.              | kiesett | kiesett | kiesett | kiesett  |
| Vesa Hanski                                                 | 200 m gyors            | 1:53,17          | 2.               | 28.              | kiesett | kiesett | kiesett | kiesett  |
| Antti Kasvio                                                | 200 m gyors            | 1:48,31          | 1.               | 5.               | A       | 1:47,63 | 3.      |          |
| Antti Kasvio                                                | 400 m gyors            | 3:51,74          | 2.               | 9.               | B       | 3:50,06 | 1.      | 9.       |
| Petri Suominen                                              | 100 m mell             | 1:03,75          | 7.               | 24.              | kiesett | kiesett | kiesett | kiesett  |
| Petri Suominen                                              | 200 m mell             | 2:18,01          | 1.               | 22.              | kiesett | kiesett | kiesett | kiesett  |
| Petteri Lehtinen                                            | 200 m mell             | 2:20,27          | 1.               | 27.              | kiesett | kiesett | kiesett | kiesett  |
| Petteri Lehtinen                                            | 400 m vegyes           | 4:22,10          | 4.               | 11.              | B       | 4:22,10 | 4.      | 12.      |
| Petteri Lehtinen                                            | 200 m vegyes           | 2:05,65          | 2.               | 21.              | kiesett | kiesett | kiesett | kiesett  |
| Jani Sievinen                                               | 200 m vegyes           | 2:01,18          | 1.               | 1.               | A       | 2:01,28 | 4.      | 4.       |
| Jani Sievinen                                               | 100 m pillangó         | 54,57            | 3.               | 12.              | B       | 54,93   | 5.      | 13.      |
| Jani Sievinen                                               | 200 m hát              | nem állt rajthoz | nem állt rajthoz | nem állt rajthoz | kiesett | kiesett | kiesett | kiesett  |
| Kai Johansson                                               | 200 m pillangó         | 2:05,71          | 7.               | 36.              | kiesett | kiesett | kiesett | kiesett  |
| Jani Sievinen Janne Vermasheinä Janne Blomqvist Vesa Hanski | 4 × 100 m gyorsváltó   | 3:25,47          | 5.               | 12.              | kiesett | kiesett | kiesett | kiesett  |
| Jani Sievinen Vesa Hanski Petteri Lehtinen Antti Kasvio     | 4 × 200 m gyorsváltó   | 7:28,71          | 4.               | 12.              | kiesett | kiesett | kiesett | kiesett  |
| Jani Sievinen Petri Suominen Vesa Hanski Antti Kasvio       | 4 × 100 m vegyes váltó | 4:06,18          | 7.               | 20.              | kiesett | kiesett | kiesett | kiesett  |

Női
| Versenyző                                                         | Versenyszám            | Előfutam | Előfutam | Előfutam | Döntő   | Döntő   | Döntő   | Helyezés |
| Versenyző                                                         | Versenyszám            | Idő      | Hely.    | Össz.    | Típus   | Idő     | Hely.   | Helyezés |
| ----------------------------------------------------------------- | ---------------------- | -------- | -------- | -------- | ------- | ------- | ------- | -------- |
| Marja Pärssinen-Päivinen                                          | 50 m gyors             | 27,49    | 2.       | 38.      | kiesett | kiesett | kiesett | kiesett  |
| Marja Pärssinen-Päivinen                                          | 100 m pillangó         | 1:03,94  | 5.       | 32.      | kiesett | kiesett | kiesett | kiesett  |
| Marja Pärssinen-Päivinen                                          | 100 m gyors            | 59,46    | 4.       | 38.      | kiesett | kiesett | kiesett | kiesett  |
| Minna Salmela                                                     | 100 m gyors            | 58,04    | 3.       | 24.      | kiesett | kiesett | kiesett | kiesett  |
| Minna Salmela                                                     | 50 m gyors             | 27,00    | 1.       | 31.      | kiesett | kiesett | kiesett | kiesett  |
| Anne Lackman                                                      | 100 m hát              | 1:06,48  | 1.       | 39.      | kiesett | kiesett | kiesett | kiesett  |
| Riikka Ukkola                                                     | 100 m mell             | 1:15,56  | 5.       | 35.      | kiesett | kiesett | kiesett | kiesett  |
| Anne Lackman Riikka Ukkola Marja Pärssinen-Päivinen Minna Salmela | 4 × 100 m vegyes váltó | 4:23,07  | 5.       | 15.      | kiesett | kiesett | kiesett | kiesett  |

## Vitorlázás
Férfi
| Versenyző                    | Versenyszám    | Futam | Futam | Futam  | Futam | Futam | Futam  | Futam | Pontszám | Helyezés |
| Versenyző                    | Versenyszám    | 1     | 2     | 3      | 4     | 5     | 6      | 7     | Pontszám | Helyezés |
| ---------------------------- | -------------- | ----- | ----- | ------ | ----- | ----- | ------ | ----- | -------- | -------- |
| Jali Mäkilä                  | Finn dingi     | 17,0  | 20,0  | 25,0   | 5,7   | 30,0  | (31,0) | 15,0  | 112,7    | 17.      |
| Mika Aarnikka Petri Leskinen | 470-es osztály | 3,0   | 18,0  | (20,0) | 3,0   | 14,0  | 20,0   | 11,7  | 69,7     | 4.       |

Női
| Versenyző                       | Versenyszám    | Futam | Futam  | Futam | Futam | Futam | Futam | Futam  | Pontszám | Helyezés |
| Versenyző                       | Versenyszám    | 1     | 2      | 3     | 4     | 5     | 6     | 7      | Pontszám | Helyezés |
| ------------------------------- | -------------- | ----- | ------ | ----- | ----- | ----- | ----- | ------ | -------- | -------- |
| Chita Smedberg                  | Europe         | 10,0  | 28,0   | 13,0  | 25,0  | 3,0   | 0,0   | (30,0) | 79,0     | 10.      |
| Kati Läike Anna Slunga-Tallberg | 470-es osztály | 5,7   | (23,0) | 16,0  | 22,0  | 17,0  | 8,0   | 21,0   | 89,7     | 10.      |

Nyílt
| Versenyző                        | Versenyszám | Futam | Futam | Futam | Futam | Futam  | Futam | Futam | Pontszám | Helyezés |
| Versenyző                        | Versenyszám | 1     | 2     | 3     | 4     | 5      | 6     | 7     | Pontszám | Helyezés |
| -------------------------------- | ----------- | ----- | ----- | ----- | ----- | ------ | ----- | ----- | -------- | -------- |
| Kalevi Kostiainen Markku Kuismin | Tornádó     | 22,0  | 23,0  | 19,0  | 19,0  | (25,0) | 25,0  | 22,0  | 130,0    | 19.      |